# Caserne Rusca
La caserne Rusca est un bâtiment de Nice, construit pour le logement des troupes dans le dernier quart du XVIIIe siècle sur la place Saint-Dominique, actuelle place du Palais. Elle est souvent présentée dans les guides comme l'ancien couvent Saint-Dominique. Le bâtiment est adossé à la  tour de l'Horloge.

## Historique
Les archives d'État de Turin donnent le nom du concepteur de la caserne Rusca. Les plans de la caserne ont été fournis par Filippo Nicolis, comte de Robilant (1723- 1783), aussi appelé Filippo Giovanni Battista Nicolis di Robilant, architecte et ingénieur militaire. Robilant est présent à Nice entre 1751 et 1782 où il a été, entre autres projets, responsable de la construction du port Lympia, à partir de 1770. Il intervient aussi sur le port de Villefranche-sur-Mer.
Robilant fournit les plans de la « caserne de la Tour » le 14 mai 1776, située contre la tour de l'Horloge. Le contrat avec l'entrepreneur Gio Francesco Fedele est signé en 1776. Les plans de la caserne sont mis en annexe de ce contrat. La surveillance des travaux a été confiée à l'ingénieur Jean-François Michaud (1734-1807). Le bâtiment a été réalisé en pierres de Lavagna.
L'intendant Mattone demande le 3 décembre 1779 que la caserne soit entourée d'un trottoir. Les travaux sont exécutés par Ghiotti. La construction est terminée en 1780.
Les contraintes du site ont conduit l'architecte à concevoir un bâtiment en U, les branches du U étant de faible longueur. Le bâtiment principal longe la rue de la Préfecture. L'entrée principale est sur la place Saint-Dominique (place du Palais).
Au XIXe siècle les branches du bâtiment ont été raccourcies de quatre travées entraînant une dissymétrie. Le portail d'entrée n'est plus au centre de la façade.
En 1990, le bâtiment est devenu une annexe du palais de justice situé de l'autre côté de la place. Il abrite notamment le tribunal d'instance ainsi que différents services du tribunal de grande instance (affaires familiales, juges des enfants, application des peines). 
Il est inscrit le 27 avril 1976 au titre des monuments historiques.

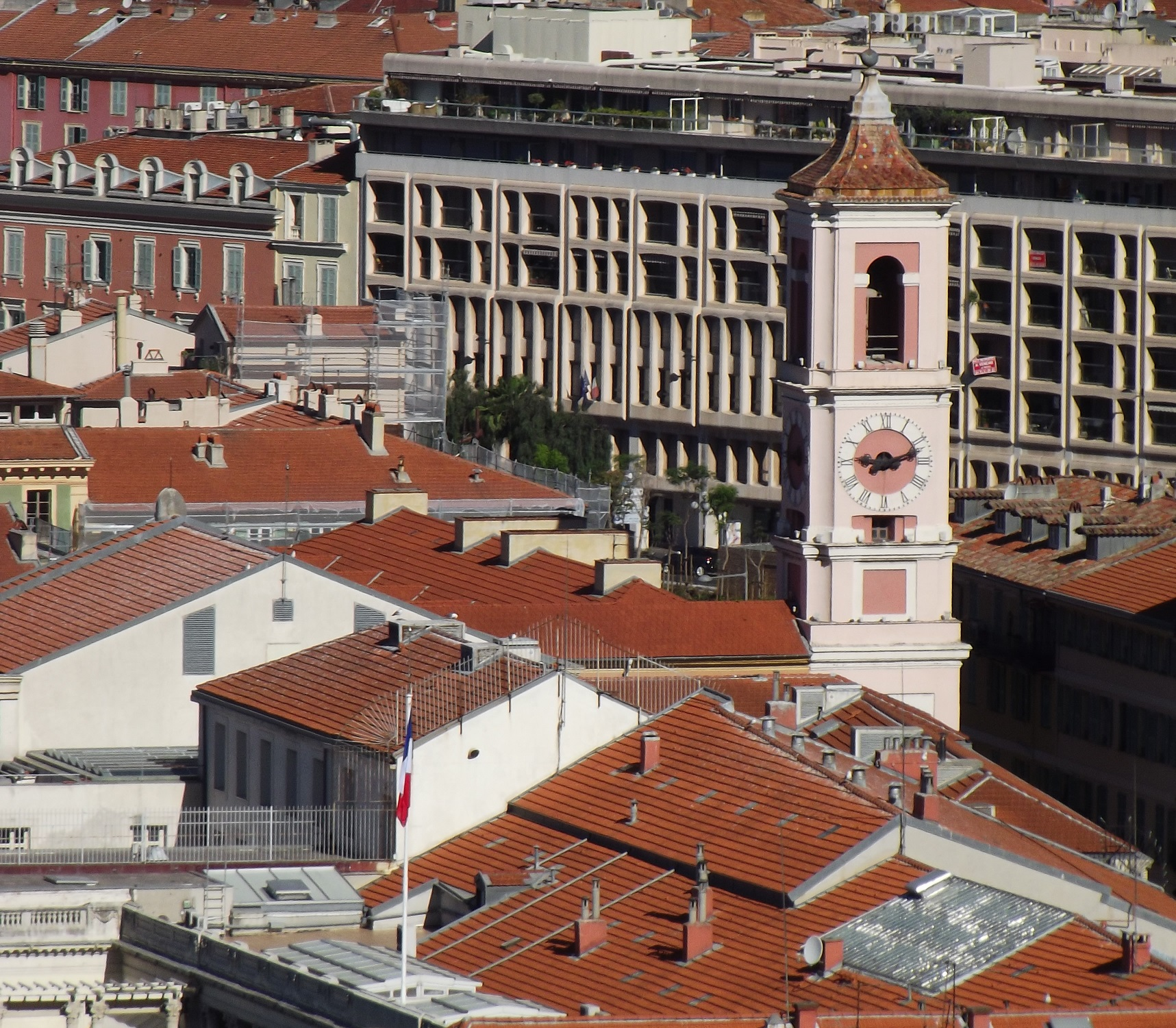
Caserne Rusca et tour de l'horloge vues de la colline du château.